# Ursula Sigismund
Ursula Sigismund (* 9. Juli 1912 in Danzig als Ursula Oehler; † 27. März 2004 in Weimar) war eine deutsche Schriftstellerin.

## Leben
Ursula Sigismund war die Tochter des Archivars Max Oehler und eine Nichte von Elisabeth Förster-Nietzsche. Ursula Sigismund heiratete einen Gymnasiallehrer; aus der Ehe gingen fünf Kinder hervor, deren Erziehung sich Sigismund widmete. 1955 floh die Familie aus der DDR in die Bundesrepublik, wo Ursula Sigismund mit dem Verfassen literarischer Texte begann. 1963 erhielt sie für das Manuskript ihres Romans „Bedrängte Zeit“ den von der Illustrierten „Stern“ gestifteten „Deutschen Erzählerpreis“; das Buch fand allerdings erst 25 Jahre später einen Verleger. Später lebte die Familie Sigismund in Darmstadt. Ursula Sigismund wirkte als freie Mitarbeiterin bei deutschen Rundfunkanstalten und arbeitete in Schreibwerkstätten mit Strafgefangenen zusammen.  Größere Bekanntheit erlangte sich durch ihren Roman „Zarathustras Sippschaft“ über die Familie Nietzsche.
Ursula Sigismunds Werk umfasst Romane, Erzählungen und Essays. Sie war Mitglied des Verbandes Deutscher Schriftsteller.

## Werke
- Grenzgänger, Freiburg i. Br. [u. a.] 1970
- Immer gradeaus, Madame, Freiburg i. Br. [u. a.] 1971
- Gepäckaufbewahrung, Darmstadt 1974, Neuauflage 2002 im Kranichsteiner Literaturverlag
- Zarathustras Sippschaft, München 1977, Neuauflage 1992 im Kranichsteiner Literaturverlag anlässlich des 80. Geburtstags
- Montmartre, Wien [u. a.] 1981, Neuauflage 1997 unter dem Titel Suzanne Valadon. Modell und Malerin im Kranichsteiner Literaturverlag
- Bedrängte Zeit, Frankfurt (Main) 1988
- Das alte Haus am Hang, Frankfurt a. M. 1992

## Herausgeberschaft
- Schonzeit für Diebe, Frankfurt (Main) 1986 (herausgegeben zusammen mit Peter Zingler)
- Denken im Zwiespalt. Das Nietzsche-Archiv in Selbstzeugnissen 1897 - 1945. Mit einer Einf. von Dietrich Wachler und unveröff. Aufsätzen von Max Oehler, Münster/ Hamburg/ London, Lit, 2001, ISBN 3-8258-4865-5.